# Llanishen & Caerphilly Hockey Club
Llanishen & Caerphilly HC is een hockeyclub uit Pontypridd in Wales.
De club is ontstaan in het begin van de jaren 50 toen Llanishen HC (1950) en Llandaff HC (1952) werden opgericht. Deze clubs gingen samen in de jaren 80 en in 2000 fuseerde de club met Caerphilly HC (1990). De club was eenmaal actief tijdens een Europees toernooi en dat was bij de eerste editie van de Europacup II in 1990.